# M. Lincoln Schuster
Max Lincoln Schuster ( /ˈʃuːstər/; 2 de marzo de 1897 – 20 de diciembre de 1970) fue un editor de libros estadounidense y el cofundador de la compañía editorial Simon & Schuster. Schuster fue importante en la creación de Pocket Books, y la industria editorial masiva, junto con Richard L. Simon, Robert F. DeGraff y Leon Shimkin. Schuster publicó muchos trabajos famosos de historia y filosofía incluyendo la serie de libros de Will Durant y Ariel Durant Story of Civilization.

## Biografía

### Primeros años
Schuster nació en una familia judía el 2 de marzo de 1897, en la ciudad de Kálush, que en ese entonces pertenecía al imperio austrohúngaro y actualmente pertenece a Ucrania. Sus padres, Barnet y Esther Stieglitz Schuster, eran ciudadanos estadounidenses y llevaron a Schuster a los Estados Unidos cuando tenía seis semanas. Barnet Schuster administraba una papelería y tienda de cigarros en Washington Heights, y ahí fue donde Max asistió al DeWitt Clinton High School. Durante la secundaria, Max Schuster adoptó "Lincoln" como su segundo nombre debido a su interés en el presidente Abraham Lincoln. Schuster entró a la universidad a los 16 años, y asistió a la Pulitzer Graduate School of Journalism en la Universidad de Columbia recibiendo el grado en 1917.

### Inicios de su carrera
El primer trabajo editorial de Schuster fue como copista para el New York Evening World en 1913. Durante su tiempo en la Universidad de Columbia, fue corresponsal del Boston Evening Transcript, United Press y también contribuyó con varias revistas. Luego se convertiría en miembro del staff de United Press Washington.
Durante la Primera Guerra Mundial, Schuster fue el jefe de publicidad de la Oficina de Seguros de Guerra en el Departamento del Tesoro y un asistente del Almirante T. J. Cowle, pagador general de la Marina. Su trabajo era escribir panfletos para apoyar la venta de bonos de guerra del país.

### Simon y Schuster
Schuster cofundó Simon & Schuster en 1924 y a lo largo de los años fue presidente, editor en jefe y presidente del directorio. Schuster conoció a Richard L. Simon en 1921 mientras estaba editando una revista de comercio y Simon era un vendedor de pianos pero pronto se uniría a la editorial Boni & Liveright como vendedor. Ellos fundaron Simon & Schuster juntos  en 1924 con un capital de $3,000 cada uno. En ese tiempo eran populares los crucigramas en los periódicos y la día de Simon sugirió que publicaran un libro de crucigramas así ella tendría más de ellos para entretenerse. Ellos tomaron su consejo y abrieron una oficina en Manhattan (en el 37 de la calle 57 oeste) con dos meses una frente a la otra y contrataron a Margaret Farrar para compilar The First Cross Word Puzzle Book (en español: "El primer libro de crucigramas del munto") con un tiraje de 3,600 copias. Publicitaron el libro en periódicos junto al crucigrama sin embargo, como dudaban del éxito de la publicación, lo acreditaban a la editorial "Plaza Publishing" para que no se les asociara con un potencial fracaso. En tres meses habían vendido más de 100,000 copias. Para 1925, habían vendido más de un millón de libros y habían tenido apariciones en la lista de bestsellers de la revista Publishers Weekly.
A Schuster le gustaban los temas académicos y populistas. Defendió trabajos de filosofía, historia y gran literatura. Schuster fue responsable de la publicación de la serie de libros de Will y Ariel Durant Story of Civilization. Schuster descubrió el trabajo de Durant en una serie de panfletos llamados Little Blue Books publicados por Haldeman-Julius y que se vendían a diez centavos la copia. Convenció a Durant a escribir la Story of Philosophy que se convirtió en un bestseller en 1927. Esta relación se convirtió en un emprendimiento de 50 años para que Will y su esposa Ariel escribieran Story of Civilization.
Schuster también editó A Treasury of the World's Great Letters, From Ancient Times to Our Own Time (en español: "Un tesoro de las grandes cartas del mundo. Desde la antigüedad a nuestros tiempos"). Schuster empezó a coleccionar y copiar cartas luego de leer las cartas de Beethoven a su "amada inmortal".
Su experiencia como periodista también le dio lo que su biógrafo Al Silverman describió como una "vena populista." En el New York Herald, el crítico Lewis Gannett escribió, "Tu has sido, tu eres, tu siempre seras un hombre de periódico en el negocio de publicar libros." En sus memorias, Another Life: A Memoir of Other People, Michael Korda describió como Max Schuster trabajaba. Korda dijo que Schuster se levantaba temprano cada mañana y desayunaba en el Oak Room del Plaza Hotel, donde recortaba artículos de los periódicos de la mañana buscando ideas para libros.
El estilo de Schuster impactó tanto en el estilo y apariencia de Simon & Schuster. La prosa de Schuster, escribió Korda, "era inconfundible y a través de los años se convirtió en el estilo propio de S&S, una mezcla embriagadora y profética de superlativos, juegos de palabras y expresiones cortas que casi todos en S&S podían escribir pero que solo Max hablaba en realidad." Korda también describió como Schuster, "entendía, como muy poca gente en las editoriales lo hizo, el poder de las ideas simples. Nadie fue mejor en inventar libros que llenaban una necesidad, o en describirlas con el tipo de entusiasmo que hacía que se vendan en cantidades, o simplificando las razones para comprarlos en oraciones de una línea." Schuster exhibía su prosa escribiendo (junto a Simon) una columna de publicidad llamada the Inner Sanctum. Schuster también escogió la imagen del sembrador de Jean-François Millet como logo para la editorial como una representación de quien disemina conocimiento.
Schuster fue descrito por Al Silverman como alguien que usaba grandes anteojos, ropas severas y "tendía a estar incómodo en la presencia de otras personas."
En 1966, Schuster se retiró y vendió sus intereses en Simon & Schuster a Leon Shimkin por $2 millones de dólares. Como parte del acuerdo, Schuster estuvo prohibido de publicar por dos años. Al final de esos dos años, Schuster formó una editorial junto con su esposa Ray Schuster, pero él murió luego de cuatro años de haberse retirado.

## Vida personal
Schuster se casó con Ray Haskell quien tenía tres hijas de un matrimonio anterior. Los servicios se celebraron en el Temple Emanu-El en Manhattan.